# Joaquín Lluch y Garriga

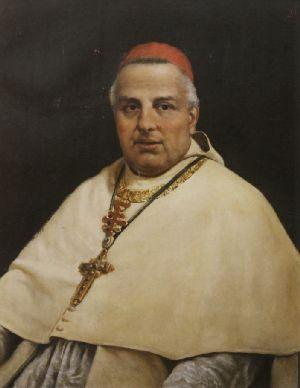
Joaquín Kardinal Lluch y Garriga (Gemälde 1882)

Joaquín Jacinto Francisco Lluch y Garriga OCD (* 22. Februar 1816 in Manresa, Spanien; † 28. September 1882 in Umbrete) war ein spanischer Karmelit und Kardinal, sowie Erzbischof von Sevilla.

## Leben

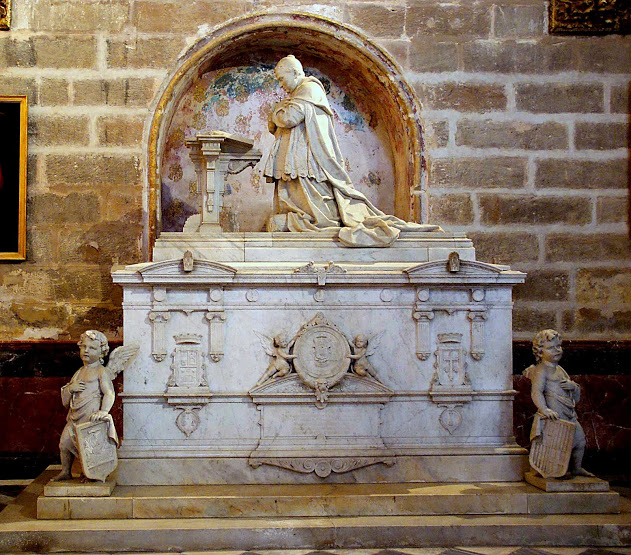
Grabmal des Kardinals in der Kathedrale von Sevilla

Joaquín Lluch y Garriga kam am 22. Februar 1816 in Manresa zur Welt. Seine Eltern waren Antonio Lluch und Mariana Garriga. Sie hatten 13 Kinder. Die Familie zog 1822 nach Barcelona, wo Lluch y Garriga studierte und mit einem Abschluss mit „magna cum laude“ erlangte. 1830 trat er in das Kloster der Karmeliten „El Carmen“ in Barcelona ein. er setzte seine Studien in Philosophie im Kloster „Santo Ángel“ fort und ging 1835, als alle Orden aus Spanien ausgewiesen wurden, zuerst nach Rom und dann nach Lucca. 1838 wurde er zum Priester geweiht und diente als Novizenmeister und Professor in Lucca. 1847 kehrte er nach Barcelona zurück und engagierte sich in diakonischen Arbeiten. Unter anderem förderte er die Arbeit der Lazaristen.
1858 wurde er zum Bischof der Kanarischen Inseln geweiht, bereits im Jahr darauf auch zum Administrator des Bistums San Cristóbal de La Laguna ernannt und zehn Jahre später zum, Bischof von Salamanca ernannt. Er nahm am Ersten Vatikanischen Konzil teil. 1874 wechselte er nach Barcelona und 1877 wurde er erneut zum Administrator von Bistum San Cristóbal de La Laguna ernannt. Im gleichen Jahr wurde er jedoch zum Erzbischof von Sevilla befördert. Eine Stelle, die traditionell mit dem Kardinalsamt verbunden war. Er wurde im Konsistorium am 27. März 1882 durch Papst Leo XIII. zum Kardinal ernannt, verstarb jedoch, bevor er nach Rom gelangte, um seinen Titel zu erhalten. Er starb in Umbrete am 28. September 1882. Sein Leichnam wurde in Sevilla beigesetzt.

## Auszeichnungen
Papst Pius IX. zeichnete ihn mit einem Doktortitel in Theologie aus.
Sein Wahlspruch war „In fide et lenitate“ (= In Glauben und Sanftmut).
Sein Grabmal wurde von dem Bildhauer Agapit Vallmitjana i Barbany gestaltet.

## Apostolische Sukzession
Er war der Hauptkonsekrator von
- Erzbischof Tomás Costa y Fornaguera † (1876)
- Marcelo Spínola y Maestre † (1881)